# 梅尔斯多夫
梅尔斯多夫（德語：Melsdorf）是德国石勒苏益格－荷尔斯泰因州的一个市镇。总面积5.88平方公里，总人口1744人，其中男性869人，女性875人（2011年12月31日），人口密度297人/平方公里。